# 天童なこ
天童 なこ（てんどう なこ、1992年12月10日 - ）は日本の競馬タレント・アイドル、YouTuberである。愛称は、なこちん、てんなこ。愛知県豊田市出身。松竹芸能所属。

## 概要
2010年9月に行われたNMB48第一期オーディションで最終選考に残るも落選。その悔しさからNMB48のメンバーが所属するよしもとクリエイティブ・エージェンシーに対し、2010年11月松竹芸能の門を叩く。松竹芸能入所後すぐ日テレジェニック2011年の候補生オーディションに合格し芸能界デビューを果たす。
その後、兄が騎手を目指していた事がきっかけで好きになった競馬知識を活かし、「調教ハンター」の愛称でブログやテレビ番組など全国的にメディアを通じて調教を重視した予想を展開している。
グリーンチャンネル「ガチンコ馬券ダービー」で優勝（2015年10月25日放送）、
「うまンchu」馬券女王コンテスト優勝（関西テレビ･東海テレビ･テレビ西日本･テレビ新広島、2016年7月30日放送)と得意の競馬予想と馬券術で馬券王者タイトルを総なめする。
「馬好王国～Umazukingdom～」ヴィクトリアマイル予想出演時には、当日単勝オッズ１０番人気のジュールポレールを本命にし予想総的中。(フジテレビ・北海道文化放送・仙台放送・福島テレビ・新潟総合テレビ・長野放送・テレビ静岡、2018年5月13日放送)
「サンケイスポーツ」にて予想連載スタート時のシリウスステークス予想は、当日の表一面に掲載された。(2018年9月29日刊行)
公式ブログは月間150万アクセスを超える大人気ブログ。アメーバ芸能人ランキング最高位6位、女性タレント(90年代～生まれ)部門最高位1位を記録。
時折、コメント返しをしておりその神対応が好評である。
3年間毎週競馬予想を配信したYouTubeでは、総再生回数は730万回を記録した。（2014年9月～2017年7月）
2019年には初となる書籍『天童なこの調教ハンター論　てんなこってどんなこ』（KKベストセラーズ）を出版、Amazonランキング競馬部門3位を獲得。
2020年、自身のブログを更新し、かねてより交際していた一般男性と2月末に結婚したことを報告した。

## 略歴
2011年3月に日テレジェニック候補生としてデビュー。
2013年になると、馬券購入可能の20歳になったことをきっかけに自身のブログで競馬予想を公開しはじめる。同年8月17日、イチオシ大予想TV「馬キュン!」（BSフジ）のアシスタントとして初の競馬番組レギュラーを勝ち取ると、
2014年1月26日、競馬BEAT(東海S)に地上波競馬中継放送のゲスト出演を果たす。
同年6月1日（日本ダービー当日）には、中京競馬場で初JRA競馬場イベントに出演。レース展望、トークイベントを行った。
同年9月19日、YouTubeで「天童なこ予想チャンネル」を立ち上げる。セントライト記念から動画予想をアップを開始し、開始から１ヶ月余りで14万回再生回数を記録。その後、約8か月で総視聴回数100万回を突破した。
2015年10月の日本テレビ盃以降、netkeiba.com「地方重賞大予想！すぱっと的中大作戦」のMCアシスタントを務め、グリーンチャンネル「ガチンコ馬券ダービー」優勝（2015年10月25日放送）、「うまンchu」馬券女王コンテスト優勝（関西テレビ･東海テレビ･テレビ西日本･テレビ新広島、2016年7月30日放送)、「真夏の牝馬の祭典！ホッカイドウ競馬全レース馬券勝負&翌日重賞レース予想SP」(ニコニコ生放送、2017年8月16日)では11レース中6レース的中、回収率210.7％で優勝するなど数々の対決を制してきた。
2016年秋のGⅠを対象としたJRA主催のオッズ･マスター･グランプリにて予想コラムを連載。
2017年中山ジョッキーフェスティバルではMCアシスタントを務める。
2017年4月より関西テレビ「うまンchu♡」にて「天童なこの調教サンデー」のレギュラーコーナーが始まり毎週1頭のオススメ馬を紹介している。
同年5月6日アメーバブログアクセスランキングで女性タレント(90年代～生まれ)部門第1位、同年12月には初月間1位を記録。
2018年「うまンchu♡」にて名物企画「馬券生活」に挑戦するも達成ならず。
2018年「馬好王国～Umazukingdom～」ヴィクトリアマイル予想出演時、当日単勝オッズ１０番人気のジュールポレールを本命にし予想総的中。(フジテレビ・北海道文化放送・仙台放送・福島テレビ・新潟総合テレビ・長野放送・テレビ静岡、2018年5月13日放送)
同年「サンケイスポーツ」にて予想連載スタート時のシリウスステークス予想は、当日の表一面に掲載。(2018年9月29日刊行)
競馬のメディア出演を中心として活躍するほか、同事務所所属のよゐこ・濱口優が主宰する『はまぐちコントサークル』女性タレントメンバーとして同サークルのマスコットガール的存在に。
また、「伊集院光のてれび」（BS12）のレギュラーメンバーや、「笑福亭鶴光のオールナイトニッポンTV＠J:COM」（J:COM全国放送2017年1月14日～）のレギュラーアシスタント、
「食べドラ２」(CSホームドラマチャンネル2018年9月1日～)では上田まりえに継ぎドラマで初主演に抜擢されるなど、タレント活動も行っている。
2020年4月3日、1歳下の男性と2月末に結婚したことを報告。

## 人物
- 「調教ハンター」の愛称で競馬予想をブログ[3]、YouTubeで公表している[4]。
- 好きな四文字熟語は「栗東坂路」。
- 好きな競走馬はダイワスカーレット、ライスシャワー、ジャスタウェイ、ネフェルメモリー。
- 多数の万馬券を的中させている穴党。
- 高校時代は理数系を専攻し、成績はオール5。
- 資格、暗算検定1級、珠算検定2級。
- ブログでは時折読者からの質問に全て答えるコーナーがあり、1人1人に宛てた神対応が好評である[5]。

## 出演

### テレビ番組
- 笑福亭鶴光のオールナイトニッポン.TV@J:COM（レギュラーアシスタント、J:COM、2017年1月14日～2020年3月28日  隔週放送）
- うまンchu（「シン･ヤマウチvsケイバ目指せ130万円！結婚資金獲得へ」、関西テレビ･東海テレビ･テレビ西日本･テレビ新広島、2017年3月11日）
- うまンchu（レギュラーコーナー「天童なこの調教サンデー」、関西テレビ･東海テレビ･テレビ西日本･テレビ新広島、2017年4月8日～）
- ナジャ・グランディーバのチマタのハテナ（リポーター、eo光テレビ、2020年10月21日〜）
- うまDoki（京都放送） - 不定期でゲスト出演
- グリーンチャンネル地方競馬中継（グリーンチャンネル） - 不定期で日曜日のコメンテーター

### CM
- SONY「PS Vita」
- コカ・コーラ「からだすこやか茶W」（焼肉編･指原莉乃の友人役）
- ホームドラマチャンネル「食べドラ2」

### PV
- Heavenstamp「Dreaming about you」

### 映画
- 2013年10月12日公開、埼玉家族

### ショートフィルム
- MEMORY(立岡未来監督 第3回丹後映像フェスティバルグランプリ作品主演)

### DVD
- 伊集院光のてれび 完全版 〜真剣じゃんけん カワイコちゃん編〜（ポニーキャニオン、2016年3月16日発売）
- ぞくり。怪談夜話 〜恐すぎて眠れない物語〜（松本了監督、2016年5月3日発売）
- 伊集院光のてれび 完全版 〜ありそうでない店名 チキンレース!/VRDK（ピュア編）〜（ポニーキャニオン、2016年5月18日発売）
- 伊集院光のてれび 完全版 〜仲良しメンバーと厳選食材でカレーを作ろう!/VRDK（バカ編）〜（ポニーキャニオン、2016年6月15日発売）
- 伊集院光のてれび 完全版 〜心を込めてお弁当を作ろう!/伊集院光 芸能生活30周年記念特番を撮ろう!!〜（ポニーキャニオン、2016年7月20日発売）

### 舞台
- 劇団たいしゅう小説家 Present`s
  - カタチを変えたい人々...（2013年7月3日 - 7日、萬劇場）
  - バリスタ物語劇場版「歳末ハードコアセール」（2013年12月26日 - 29日、萬劇場）
- よゐこライブ2015～ゲームネタ祭～（2015年3月7日・8日、シアターサンモール）

### 競馬場等イベント
2014年
- 6月1日開催「日本ダービー＆目黒記念レース展望・回顧」(中京競馬場)

2015年
- 2月14日開催「デイリー杯クイーンカップ検討会」(東京競馬場)
- 3月18日開催「出張ダイアモンドステージ特別版(京浜盃)」(大井競馬場)
- 4月23日開催「出張ダイアモンドステージ特別版(東京プリンセス賞)」(大井競馬場)
- 5月10日開催「オープン型レーシングセミナー(ＮＨＫマイルカップ)」(東京競馬場)
- 6月2日開催「南関競馬オールナイターガールズ・トークイベント」(大井競馬場)
- 6月9日開催「南関競馬オールナイターガールズ・トークイベント」(川崎競馬場)
- 6月16日開催「南関競馬オールナイターガールズ・トークイベント」(船橋競馬場)
- 6月23日開催「出張ダイアモンドステージ特別版(優駿スプリント)」(大井競馬場)
- 6月24日開催「南関競馬オールナイターガールズ・トークイベント」(浦和競馬場)
- 8月5日開催「千葉日報賞予想トークショー」(船橋競馬場)
- 8月26日開催「出張ダイアモンドステージ特別版(アフター5スター賞)」(大井競馬場)
- 9月11日開催　OBCドラマティック競馬／金曜版「そのだ金曜ナイター中継」公開生中継！(園田競馬場)
- 9月16日開催「競馬DE女子会inTCK」「出張ダイアモンドステージ特別版(東京記念)」(大井競馬場)
- 11月3日開催「南関スタンプラリー2015スペシャルサポーターズステージ」(大井競馬場)
- 11月4日開催「出張ダイアモンドステージ特別版（マイルグランプリ)」(大井競馬場)
- 11月15日開催「オープン型レーシングセミナー(エリザベス女王杯)」(東京競馬場)
- 12月13日開催「GⅠレース＆有馬記念カウントダウン討論会(阪神ジュベナイルフィリーズ)」(中山競馬場)

2016年
- 1月24日開催「競馬BEAT予想会(東海ステークス)」(中京競馬場)
- 2月21日開催「オープン型レーシングセミナー(フェブラリーステークス)」(東京競馬場)
- 4月9日開催REXSパワーアップセミナー「プロが教える競馬新聞のポイント」(中山競馬場、辻三蔵)
- 5月8日開催「オープン型レーシングセミナー(ＮＨＫマイルカップ)」(東京競馬場)
- 5月18日開催「Ｉ♥大井　大井記念予想ステージ（大井記念)」(大井競馬場)
- 6月3日開催　楽天競馬presents岩田康誠＆ミルコ・デムーロ スペシャルトークショー(園田競馬場)
- 6月5日開催REXSパワーアップセミナー「調教欄を予想に役立てるには」(東京競馬場、井内利彰)
- 6月5日開催「オープン型レーシングセミナー(安田記念)」(東京競馬場)サプライズ参加
- 6月15日開催「谷桃子with天童なこスペシャルトークショー(関東オークス)」(川崎競馬場)
- 6月28日開催「優駿スプリント予想ステージ」(大井競馬場)
- 7月18日開催「天童なこ×ふじポン×松尾康司トークショー！（マーキュリーカップ)」(盛岡競馬場)
- 8月31日開催「アフター5スター賞予想ステージ)」(大井競馬場)
- 10月5日開催「谷桃子とJBC応援ドリームガールズスペシャルトーク＆撮影会(鎌倉記念)」(川崎競馬場)
- 10月16日開催「オープン型レーシングセミナー(秋華賞)」(東京競馬場)
- 10月19日開催「谷桃子とJBC応援ドリームガールズスペシャルトーク(埼玉新聞栄冠賞)」(浦和競馬場)
- 10月26日開催「マイルグランプリ予想ステージ)」(大井競馬場)予定
- 11月5日開催REXSパワーアップセミナー「海外競馬の馬券を買う面白さ」(東京競馬場、栗山求)
- 11月10日開催「道営記念＆ブロッサムカップ予想トークステージ」(門別競馬場)
- 11月20日開催「オープン型レーシングセミナー(マイルチャンピョンシップ)」(東京競馬場)
- 11月30日開催「勝島王冠予想ステージ)」(大井競馬場)
- 12月4日開催REXSパワーアップセミナー「チャンピョンズカップ当日！冬場のダート競馬攻略法」(中山競馬場、市丸博司)
- 12月18日開催REXSパワーアップセミナー「朝日杯で輝く未来のスター候補を探せ！-厩舎、血統、調教から新星発掘のコツ教えます-」(中山競馬場、辻三蔵)
- 12月24日開催「有馬記念大予想会･「天童なこ」調教予想会」(小倉競馬場)

2017年
- 1月22日開催REXSパワーアップセミナー「【中級向け】予習と当日の考え方」(中山競馬場、井内利彰)
- 2月19日開催「本郷奏多トークショー(小倉大賞典)」(小倉競馬場、MC)
- 3月20日お昼休みミニトークショー「今日のイチオシ馬券を探せ！」(中山競馬場、井内利彰)
- 3月20日開催REXSパワーアップセミナー「【初級向け】競走馬の調教とは？」(中山競馬場、井内利彰)
- 4月1日お昼休みミニトークショー「今日のイチオシ馬券を探せ！」(中山競馬場、木村拓人)
- 4月1日開催REXSパワーアップセミナー「【中級向け】競馬番組・ローテーションのお話」(中山競馬場、木村拓人)
- 5月21日開催「オープン型レーシングセミナー(オークス)」(東京競馬場)
- 5月24日開催「大井記念予想ステージ)」(大井競馬場、出張ダイアモンドターン)
- 6月27日開催「優駿スプリント予想ステージ」(大井競馬場、出張ダイアモンドターン)
- 8月6日開催「ハートビートナイター予想トークショー」(船橋競馬場)
- 8月21日開催「第11回JRAジョッキーDAYイベント」(帯広競馬場)
- 6月27日開催「アフター5スター賞予想ステージ」(大井競馬場、出張ダイアモンドターン)
- 9月24日開催「ジョッキーフェスティバル2017」(中山競馬場、MC)
- 9月27日開催「南関ガールズトークショー＆撮影会(日本テレビ盃)」(船橋競馬場)
- 9月30日開催REXSパワーアップセミナー「【初級・中級者向け】GIスプリンターズステークス＆海外G1凱旋門賞の予想ポイント」(中山競馬場、辻三蔵)
- 10月4日開催「南関ガールズトークショー＆撮影会(東京盃)」(大井競馬場)
- 10月9日開催「SPAT4トークショー(南部杯)」･パドック解説「勝ちそーファイナルチェック」(盛岡競馬場)
- 10月11日開催「南関ガールズトークショー＆撮影会(鎌倉記念)」(川崎競馬場)
- 10月18日開催「南関ガールズトークショー＆撮影会(埼玉新聞栄冠賞)」(浦和競馬場)
- 11月1日開催「ハイセイコー記念予想ステージ」(大井競馬場、出張ダイアモンドターン)
- 11月2日開催「南関ガールズトークショー＆撮影会(JBC)」(大井競馬場)
- 11月3日開催「調教から大予想！JBC予想トークショー」(川崎競馬場)
- 11月12日開催「レーシングトークライブ(エリザベス女王杯)」(東京競馬場)
- 11月29日開催「勝島王冠予想ステージ」(大井競馬場、出張ダイアモンドターン)
- 12月2日開催「高田延彦さんチャンピョンズカップ直前スペシャル予想会」(中京競馬場、MC)
- 12月6日開催「チーム対抗！予想対決「ガチ」自腹トークショー＆表彰式プレゼンター(クイーン賞)」(船橋競馬場)
- 12月17日お昼休みミニトークショー「今日のイチオシ馬券を探せ！」(中山競馬場、古谷剛彦)
- 12月24日開催「天童なこ有馬記念(GⅠ)予想会」(小倉競馬場)

2018年
- 1月6日「金杯当日はめでたく華やかに！晴れ着美人とのレース観戦会！」(中山競馬場、振る舞い酒･おみくじ馬券･ビギナーズセミナー)
- 1月21日「UMAJO SPOT･バックヤードツアー」(中京競馬場)
- 2月7日「レディースヴィクトリーラウンド・高知ラウンド」(高知競馬場、選手紹介イベント･ガールズトーク･表彰式)
- 3月7日開催「フジノウェーブ記念予想ステージ」(大井競馬場、出張ダイアモンドターン)
- 3月29日開催「名古屋大賞典予想ステージ」(名古屋競馬場)
- 4月8日開催「天童なこの追い切り予想ステージ」&「レース回顧（柳楽優弥）」(阪神競馬場)
- 5月13日開催「レーシングトークライブ(ヴィクトリアマイル)」(東京競馬場)
- ６月26日開催「優駿スプリント予想ステージ」(大井競馬場、出張ダイアモンドターン)
- 7月22日開催「競馬エイト＆週刊Gallop中京記念予想会」(中京競馬場)
- 7月31日開催「ブリーダーズゴールドジュニアカップ予想ステージ」(門別競馬場)
- 8月5日開催「小倉記念予想会」(小倉競馬場)
- 8月21日開催「札幌記念レース検討会」(エクセル浜松)
- 8月29日開催「アフター5スター賞予想ステージ」(大井競馬場、出張ダイアモンドターン)
- 9月2日開催「平成ノブシコブシトークショー」(小倉競馬場、MC･表彰式)
- 9月9日開催「産経セントウルステークス予想検討会」(阪神競馬場)
- 9月19日開催「そのだ的中大作戦」(園田競馬場)
- 10月8日開催「南部杯スペシャルトークショー」(盛岡競馬場)
- 10月31日開催「マイルグランプリ予想ステージ」(大井競馬場、出張ダイアモンドターン)
- 11月25日開催「ジャパンカップ予想トークショー」（小倉競馬場）
- 12月5日開催「船で大井競馬場へ」（東京舟旅、予想ステージ）
- 12月5日開催「勝島王冠予想ステージ」(大井競馬場、出張ダイアモンドターン)
- 12月12日開催「クイーン賞予想トークショー」（船橋競馬場、nankanガールズ）
- 12月16日開催「朝日杯フューチュリティS予想会」（中京競馬場）
- 12月19日開催「全日本2歳優駿予想会」（川崎競馬場、nankanガールズ、予想イベント･表彰式）
- 12月25日開催「予想ステージ」（大井競馬場、nankanガールズ）
- 12月26日開催「予想ステージ」（浦和競馬場、nankanガールズ）
- 12月27日開催「ホープフルS予想トークショー」（汐留特設ステージ）

2019年
- 2月11日開催「佐賀記念スペシャルトークショー」(佐賀競馬場)
- 2月14日開催　netkeiba.com「謙聞録」PRイベント（ボートレース江戸川）
- 2月20日開催　放置グランプリカップ予想会（J‐PLACE木更津）
- 3月6日開催「フジノウェーブ記念予想ステージ」(大井競馬場、出張ダイアモンドターン)
- 3月14日開催「名古屋大賞典予想ステージ」(名古屋競馬場)
- 3月17日開催「予想ステージ」(中京競馬場)
- 4月7日開催「桜花賞スペシャルイベント」(阪神競馬場、桜花賞女子トーク･笑って、歌って、みんなの予想発表会)